# Verre à whisky Glencairn
Pour les articles homonymes, voir Glencairn.

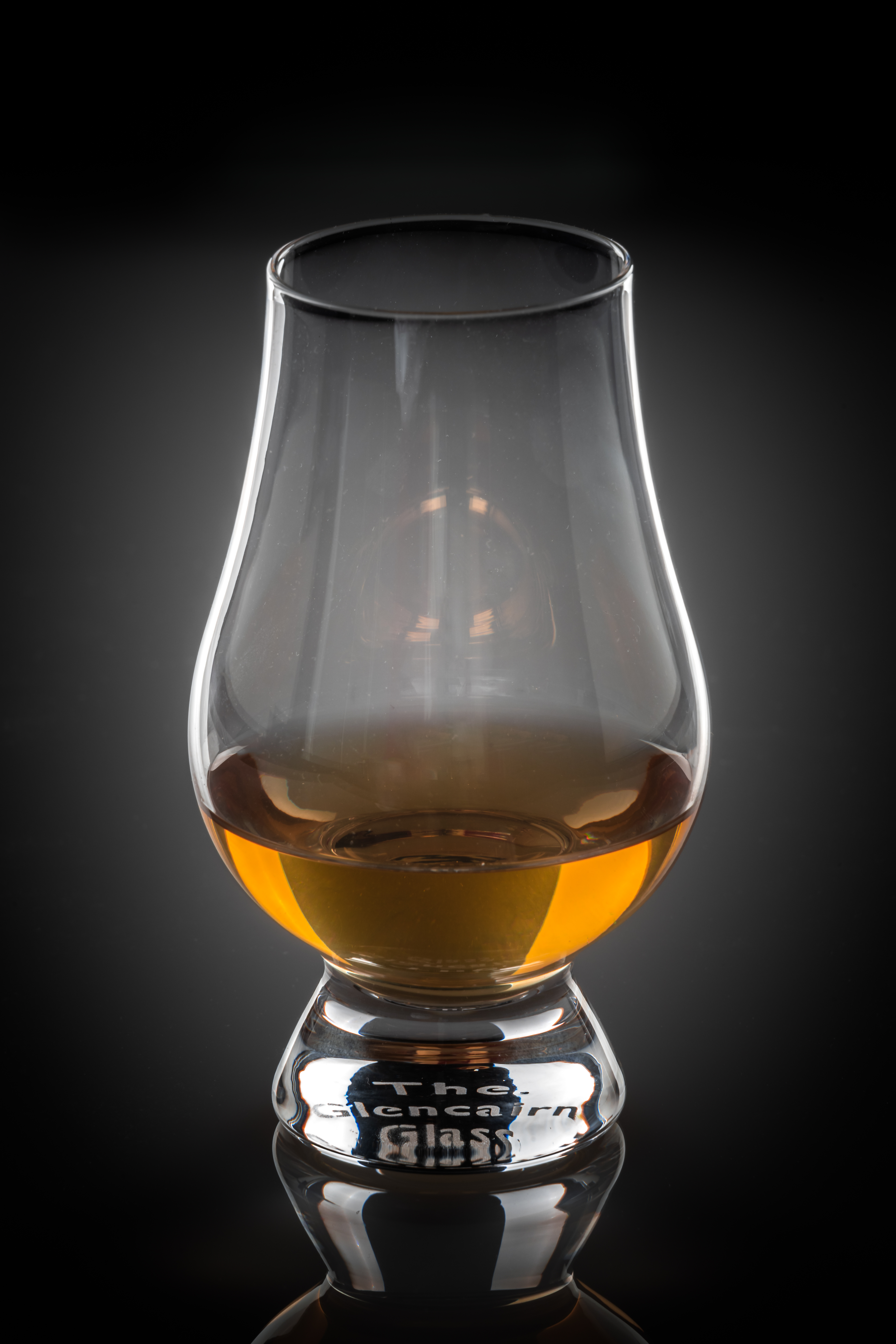
Un verre à whisky Glencairn.

Le verre à whisky Glencairn est un verre à whisky de type tulipe créé en 2001 par l'entreprise écossaise Glencairn Crystal Ltd.

## Historique
Glencairn Crystal est une entreprise familiale basée à East Kilbride, en Écosse. Son fondateur, Raymond Davidson, a créé le verre à Whisky Glencairn en 2001. C'est alors le premier verre à whisky du marché destiné aux non professionnels.
Petit à petit, il s'impose comme le verre prédominant de l'industrie du whisky au Royaume-Uni, la plupart des distilleries en proposant des exemplaires gravés à leur nom.
En 2016, plus de 20 millions de verres à whisky Glencairn ont été vendus dans le monde. Entre 2006 et 2016, les ventes passent d'environ 1 million à 3 millions par an,.

## Caractéristiques
Le verre à whisky Glencairn est un verre tulipe posé sur un pied court et trapu,. Sa forme, basée sur celle des copitas servant à déguster le xérès, permet de concentrer les arômes et de les diriger vers le nez du dégustateur. Sa contenance est d'environ 175 ml, même s'il n'est pas fait pour contenir autant de boisson.

## Récompenses
L'entreprise Glencairn Crystal gagne le Queen's Awards for Enterprise, catégorie innovation, en 2006 pour son verre à whisky.